# Bemanning van SS Rantaupandjang

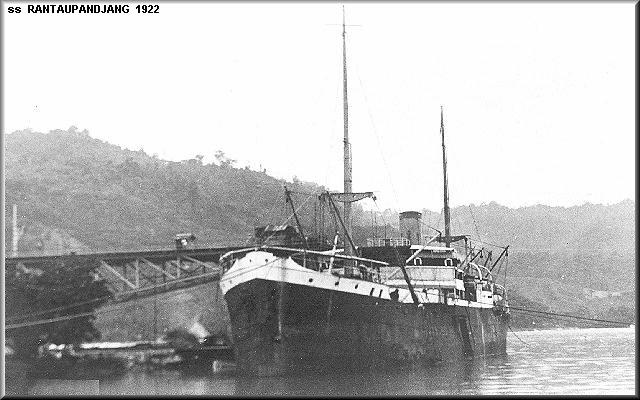
SS Rantaupandjang

Als gevolg van de Tweede Wereldoorlog werd op 21 april 1941 de bemanning van SS Rantaupandjang van Koninklijke Paketvaart Maatschappij die onder leiding stond van gezagvoerder A. van Luin gevangengezet in het kamp voor krijgsgevangenen Sandbostel in de buurt van Bremen in Noord-Duitsland. Het betrof ongeveer 60 personen.

## Gevangenneming
Het vrachtschip de Rantaupandjang was met een lading kolen op weg van Durban in Zuid-Afrika naar Sabang in het toen nog niet door Japan bezette Nederlands-Indië.  Op 22 februari 1941 ten noordwesten van Madagaskar viel het Duitse oorlogsschip Admiral Scheer het vrachtschip aan. De machinekamer werd getroffen waardoor de hoofdmachinist en een medewerker om het leven kwamen. De opvarenden van de Rantaupandjang werden in een sloep naar de Admiral Scheer overgebracht. Daar ontvingen ze een hartelijk welkom van de in een ruim gevangenzittende opvarenden van Franse en Engelse koopvaardijschepen die al eerder door het Duitse oorlogsbodem tot zinken waren gebracht. De Rantaupandjang werd door de Duitsers met enkele tijdbommen tot zinken gebracht. Het was het eerste verlies voor rederij KPM gedurende de Tweede Wereldoorlog.

## Naar Europa
Het in opdracht van kapitein Van Luin uitgezonden SOS-noodsein maakte de positie van de Admiral Scheer bekend, waardoor een aantal geallieerde schepen hun koers kon wijzigen om zo een confrontatie te voorkomen. Het vestzakslagschip zette om die reden koers richting Atlantische Oceaan. Daar werd op volle zee ter hoogte van Walvisbaai, in Zuidwest-Afrika olie ingenomen. Vervolgens ging de reis richting Frankrijk. Hier werden de gevangenen bij de door de Duitsers gebruikte marinebasis La Pallice aan wal gezet. Per trein vervoerde de Duitse bezetters de gevangenen van de Admiral Scheer, waaronder de 60 bemanningsleden van de Rantaupandjang, naar kamp Sandbostel. 
Op 30 september 1941 mocht de gezagvoerder met de overige Europese officieren het kamp verlaten en naar Nederland vertrekken. De Indonesische bemanningsleden werd tot aan het einde van de oorlog in 1945 in het kamp krijgsgevangen gehouden. 